# Anna Scott, Công tước thứ 1 xứ Buccleuch
Anna Scott, Công tước thứ 1 xứ Buccleuch cũng gọi là Anne Scott (11 tháng 2 năm 1651 – 6 tháng 2 năm 1732) là một Nữ Công tước người Scotland giàu có. Sau khi cha qua đời khi Anna chỉ mới được vài tháng tuổi cũng như sau cái chết của các anh chị khi được mười tuổi, Anna được thừa kế tước hiệu của gia đình. Anna kết hôn với James Crofts, Công tước thứ 1 xứ Monmouth và có sáu người con nhưng chỉ có hai người trong số đó sống sót qua tuổi ấu thơ.
Người chồng đầu tiên của Anna bị xử tử sau khi thất bại trong Cuộc nổi loạn Monmouth, Anna sau đó tái hôn với Charles Cornwallis, Nam tước Cornwallis thứ 3 và có ba người con.

## Thân thế
Anna Scott sinh vào thứ ba, ngày 11 tháng 2 năm 1651 tại Dundee, là con gái thứ ba và là người con út của Francis Scott, Bá tước thứ 2 của Buccleuch và Margaret Leslie, con gái của John Leslie, Bá tước thứ 6 xứ Rothes và Anna Erskine. Anna có hai chị gái là Mary và Margaret cũng như một anh trai là Walter Scott.

## Tuổi thơ
Ngày 22 tháng 11 năm 1651, Bá tước Francis qua đời vì một cơn bệnh khi chưa đầy 25 tuổi. Với cái chết của Francis, người chị gái 4 tuổi của Anna là Mary trở thành Nữ Bá tước thứ 3 xứ Buccleuch.
Anna và chị gái Mary dành những năm đầu đời tại Lâu đài Dalkeith và Dinh thự Sheriffhall. Trên thực tế, sau khi Francis qua đời, Lâu đài Dalkeith đã bị chính quyền Anh chiếm lấy vì họ cho rằng Lâu đài thuộc quyền sở hữu của Vương quyền và gia đình của Anna chỉ lấy lại được quyền sỡ hữu vời thời kỳ Trung hưng quân chủ Anh. Vì thế George Monck, Công tước thứ 1 xứ Albemarle, với cương vị là Tổng Tư lệnh của Scotland từ năm 1654 đến 1660, đã trả tiền thuê: 110 đồng sterling cho công viên và vườn cây ăn quả và đồng threepence cho nhà ở. Dù vậy, nơi ở chính của hai chị em và mẹ là ở Dinh thự Sheriffhall, gần Dalkeith. Dinh thự là phần tài sản mà ngài Bá tước quá cố đã sắp xếp cho Margaret ở. Dù được các giám hộ chi trả tiền để trang trải, cũng như theo di chúc của chồng, các giám hộ không thể làm bất kỳ việc gì mà không có sự cho phép của Thái Bá tước phu nhân, nhưng Margaret lo ngại rằng không thể đảm bảo các giám hộ luôn hành động theo ý muốn của mình. Vì thế Margaret mong muốn tái hôn. Ngày 13 tháng 1 năm 1653, Margaret Leslie tái giá với David Wemyss, Bá tước thứ 2 xứ Wemyss và đưa các con gái, gồm có Katherine Leslie (con gái từ cuộc hôn nhân đầu), Mary và Anna Scott đến Lâu đài Wemyss ở Fife sinh sống. Hai chị em cũng yêu thương, kính trọng và coi David như là cha của mình.

## Kế vị chị gái
Ngày 9 tháng 2 năm 1659, chị gái của Anna, Mary kết hôn với Walter Scott xứ Highchester, con trai của Sir Gideon xứ Highchester. Vì cuộc hôn nhân là bất hợp pháp do Mary chưa đủ tuổi kết hôn nên đã có kiến nghị vô hiệu cuộc hôn nhân của Mary. Ngày 26 tháng 2 năm 1659, mười bảy ngày từ khi kết hôn, Mary được phán quyết sẽ được bảo hộ bởi Đại tướng Monck và ở tại Lâu đài Dalkeith. Ngày 2 tháng 9 năm 1659, Mary tròn 12 tuổi. Mary cùng chồng đã nhân dịp này để phê chuẩn cuộc hôn nhân của hai người. Tuy nhiên, Mary lại có sức khỏe yếu ớt. Ngày 26 tháng 4 năm 1660, Mary được mô tả có vết loét ở phần xương bên tay trái, bắt đầu từ khuỷu tay và được gọi là khối u. Ngày 12 tháng 3 năm 1661, Mary qua đời. Với cái chết của chị gái, Anna trở thành tân Bá tước xứ Buccleuch, Lãnh chúa Scott xứ Buccleuch và Lãnh chúa Scott xứ Whitchester và Eskdail cũng như là nữ thừa kế danh giá nhất Scotland.

## Nữ Công tước xứ Buccleuch

### Kết hôn với James Crofts, con ngoại hôn của Charles II
Nhằm đối phó với âm mưu của anh trai là John Leslie, Bá tước thứ 7 xứ Rothes và em rể cũ là John Hay, Bá tước thứ 2 xứ Tweeddale, trong đó là dàn xếp hôn nhân giữa Anna và con trai của Tweeddale, Margaret đã viết thư gửi cho Charles II của Anh và đề nghị gả con gái Anna cho người con ngoại hôn James Crofts của Quốc vương. James Crofts là con trai ngoại hôn lớn nhất còn sống của Charles II của Anh và tình nhân Lucy Walter. James sinh ra ở Rotterdam trong Nội chiến Anh lần thứ hai, nơi cha của James ở cùng em gái Mary Henrietta, Vương nữ Vương thất và em rể Willem II xứ Oranje. Dù trong giới quý tộc, việc là con ngoại hôn là một trở ngại lớn để kết hôn với một nữ quý tộc như Anna, nhưng với tư cách là con trai của Quốc vương Anh, điều này không phải là vấn đề. Mặc dù Margaret không có tư cách hỏi cưới cho con gái, thế nhưng cả anh trai của Margaret và các giám hộ đều không dám lên tiếng phản đối nếu Quốc vương chấp nhận lời đề nghị kết hôn.
Ngày 28 tháng 5 năm 1661, Margaret đã viết thư đề nghị gả con gái cho Charles II. Dù lá thư không còn tồn tại, nhưng theo phản hồi của nhà vua vào ngày 14 tháng 6 thì Charles II đã vui mừng chấp thuận. Anna chính là giải thưởng quý giá mà Quốc vương có thể giành lấy cho người con trai ngoại hôn của mình. Với sự chấp thuận của nhà vua, Margaret giờ đây đã có liên hệ với Vương thất Anh, và chính ý tưởng gả con gái Anna của Bá tước phu nhân xứ Wemyss khiến các nhận định đương thời không khỏi khó tin rằng đây là ý tưởng của một người phụ nữ. Với tư cách là cách là cha chồng tương lai, Charles II dành nhiều sự quan tâm đến phần tài sản kế thừa của Anna, vì lợi ích của con trai James. Cuộc hôn nhân giữa Anna và James không thể tiến hành cho đến năm 1663, khi cả hai đứa trẻ đủ lớn để kết hôn một cách hợp pháp, khi Anna được 12 và James được 14 tuổi.
Ngày 15 tháng 2 năm 1662, Bá tước xứ Rothes viết thư gửi John Maitland, Bá tước thứ 2 xứ Lauderdale thông báo về việc mẹ của Anna, Margaret định đưa con gái đến Luân Đôn. Rothes cầu xin Lauderdale thuyết phục Quốc vương ngừng kế hoạch của Margaret lại, vì Anna không phải là đứa trẻ có thể chất tốt, vừa mới khỏi đậu mùa và những vết sẹo trên mặt vẫn chưa biến mất. Thế nhưng, Margaret không thay đổi ý định và Charles II cũng muốn gặp con dâu tương lai. Nếu Anna trở bệnh vào mùa đông thì sẽ khôn ngoan hơn khi để nhà vua gặp Anna khi khỏe mạnh. Ngoài ra, một trong những mục đích của Margaret khi đến Luân Đôn là đáp trả những tin đồn rằng con gái có chiều cao thấp hơn trung bình so với tuổi, bệnh tật và không xinh đẹp. Một lý do khác để Margaret đến Luân Đôn là lo ngại về quyền lợi của James với tư cách là con ngoại hôn, thế nhưng dựa theo các tiền lệ và luật pháp Scotland thì việc này không phải là vấn đề nghiêm trọng. Anna và James được đưa đến triều đình cùng nhau để tận hưởng thú vui nhảy múa. Samuel Pepys đã nhận xét về Anna tại vũ hội như một "nàng tình nhân nhỏ bé, rất nhỏ con" của James và là một trong ba người phụ nữ khiêu vũ giỏi nhất, một trong số hai người phụ nữ còn lại là Barbara Villiers, Bá tước phu nhân xứ Castlemaine, tình nhân của Charles II.
Để kết hôn với Anna, James Crofts đổi sang họ của Anna và trở thành James Scott. Thứ hai ngày 20 tháng 4 năm 1663, sau Lễ Phục Sinh và là một ngày mưa, Anna, bấy giờ được 12 tuổi, kết hôn với James Scott, Công tước thứ 1 xứ Monmouth (James được phong tước vào ngày 14 tháng 2 năm 1663), bấy giờ được 14 tuổi tại King's Charmber ở Whitehall. Đám cưới của Anna và James là một sự kiện xã hội trong mùa và có sự tham dự của Quốc vương Charles II và vợ, Catarina Henriqueta của Bồ Đào Nha cùng toàn thể triều đình. Nhân dịp lễ cưới của con trai, Charles đã nâng tước hiệu Bá tước xứ Buccleuch lên hàng Công tước, do đó James và Anna trờ thành Công tước và Nữ Công tước xứ Buccleuch. Bản thân James còn được ban tặng các tước hiệu Bá tước xứ Dalkeith và Lãnh chúa Scott xứ Whitchester và Eskdaill, với điều khoản thừa kế là nam duệ được sinh ra bởi Anna, sau đó thì những người thừa kế khác có liên hệ huyết thống với Anna sẽ được kế thừa các điền trang và tước hiệu Bá tước xứ Buccleuch.

### Bảo toàn tước hiệu
Ngày 16 tháng 1 năm 1666, Anna và chồng đã từ bỏ tước hiệu và tài sản của hai vợ chồng về Vương quyền và nhận được một sắc lệnh  ban tước mới trong đó có chỉnh sửa về điều khoản kế thừa các tước hiệu Công tước xứ Buccleuch, Bá tước xứ Dalkeith và Bá tước xứ Buccleuch của Công tước xứ Monmouth, và tước hiệu Nữ Công tước xứ Buccleuch, Nữ Bá tước xứ Dalkeith và Nữ Bá tước xứ Buccleuch,.. của Công tước phu nhân (xứ Monmouth), đồng sở hữu và tách biệt, độc lập với nhau trong trường hợp một trong hai qua đời, bị tịch thu tước hiệu,... được thừa kế bởi nam duệ của cả hai, sau đó là nam duệ của riêng Nữ Công tước.
Sau cái chết của Công tước xứ Monmouth vào năm 1685, các tước hiệu của Anna không bị ảnh hưởng bởi tình cảnh của chồng vì sắc lệnh năm 1666. Anna đã từ bỏ các tước hiệu về Vương quyền lần thứ hai và nhận được một sắc lệnh thông qua Đại Ấn Scotland vào ngày 17 tháng 11 năm 1687, Anna được giữ tước hiệu Nữ Công tước xứ Buccleuch cũng như các tước hiệu khác cho đến khi qua đời, và sau khi Anna qua đời thì các tước hiệu sẽ được kế thừa bởi James Scott, Bá tước xứ Dalkeith và nam duệ. Hiến chương năm 1687 được phê chuẩn bởi Đạo luật Quốc hội vào ngày 15 tháng 6 năm 1693. Những người thừa kế của Công tước xứ Monmouth được phục hồi quyền lợi nhờ Đạo luật tiếp theo của Nghị viện vào ngày 4 tháng 7 năm 1690.

## Cuộc sống trưởng thành

### Đời sống hôn nhân

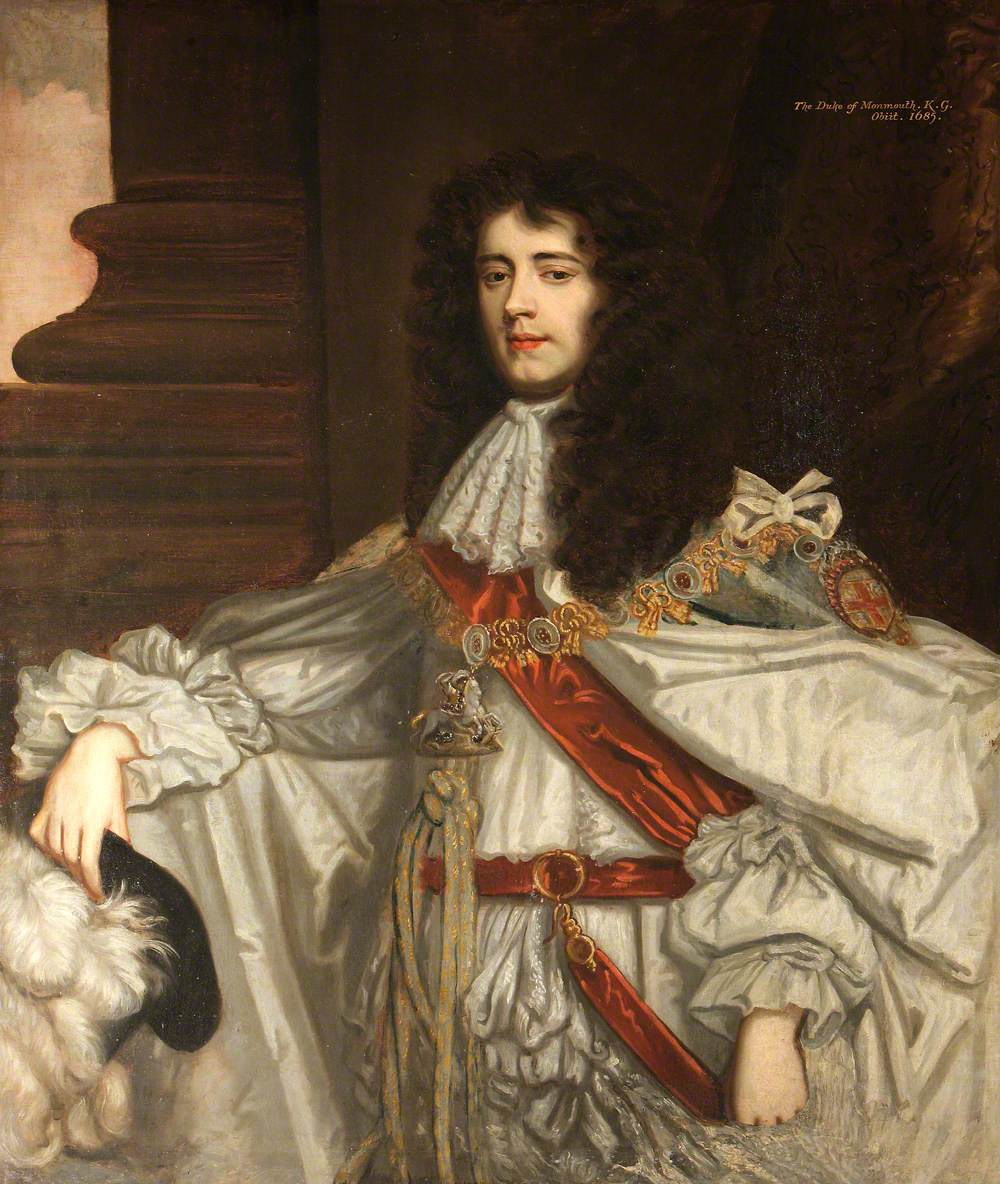
James Crofts, sau là James Scott, Công tước thứ 1 xứ Monmouth, chồng của Anna.

Cuộc hôn nhân của Anna và chồng không được tốt đẹp khi James có bản tính lăng nhăng, thế nhưng người có trách nhiệm lớn nhất khiến cuộc hôn nhân giữa Anna và James thất bại là chính Charles II. Charles II yêu thương con trai hết mực và không từ chối James điều gì. Quốc vương cho hai vợ chồng con trai rất nhiều tiền dẫn đến việc cả hai tiêu xài rất hoang phí. Không chỉ tiền bạc, hai vợ chồng còn được Charles II ban tặng trang sức, đất đai, chức vị. Không chỉ vua cha mà có rất nhiều người yêu mến James, đặc biệt là phụ nữ, trong đó có cả người phụ nữ cứng rắn như mẹ vợ. Thế nhưng vì dễ dàng có được tiền tại, những món hàng xa hoa, chức vị cùng sự tôn kính, James không có nhân cách tốt. James dễ dàng có được cảm tình của người khác và phụ thuộc vào điều này, cũng như là tình thương vô bờ bên của cha để vượt qua mọi rắc rối. Bên cạnh đó, ở độ tuổi niên thiếu, James thường tiếp xúc với những người mang lại ảnh hưởng xấu. Năm 1668, khi đến Pháp, James đã có hành động tán tỉnh người cô chỉ hơn 5 tuổi của mình là Henrietta của Anh, khiến cho chồng của cô mình nổi cơn ghen tuông. Năm 1674, James có mối quan hệ tình ái với Eleanor Needham và có bốn người con với Eleanor. Năm 1680, James yêu say đắm Henrietta Wentworth, Nam tước Wentworth thứ 6, một người phụ nữ xinh đẹp và thậm chí còn gọi Nữ Nam tước là người vợ thực sự của mình.
Cho đến khi các con ra đời, Anna phải sống cô đơn tại triều đình phóng đãng của cha chồng. Nhà vua là người tốt bụng và dành nhiều sự quan tâm cho con dâu, có thể là để bù đắp cho sự thờ ơ của con trai. Anna hộ tống Charles II đi dạo trong công viên, chủ trì một bữa tiệc tối tại Whitehall vào tháng 6 năm 1667 khi mà quân đội Hà Lan đe dọa sẽ tấn công các công sự của Luân Đôn thì Charles II, Barbara Villers và có lẽ cả Anna, theo Samuel Pepys ghi nhận là "đều điên cuồng săn tìm một con bướm đêm tội nghiệp." Anna đã viết về sự đối đãi của nhà vua đối với mình cho mẹ và Margaret đã viết cho Charles II vào tháng 12 năm 1667 rằng bản thân phải "nói với Bệ hạ rằng tôi rất vui mừng khi Bệ hạ tốt bụng quan tâm tới con gái tôi."
Khiêu vũ là niềm đam mê chung hiếm hoi của hai vợ chồng. Anna và James đều yêu thích khiêu vũ và rất giỏi trong khía cạnh này. Điểm chung này đã có thể tạo nên một mối liên kết cho hai vợ chồng. Thế nhưng ngày 5 tháng 8 năm 1668, khi đang khiêu vũ, Anna đã té ngã và bị trật khớp hông. Charles II đã viết thư gửi em gái Henrietta rằng: "Anh rất lo lắng cho vợ của James, tụi anh đã nghĩ rằng phần bắp đùi của con bé đã được cố định ổn thỏa trong ba ngày. Thế nhưng cuối cùng tụi anh đều nhận ra là phần bắp đùi vẫn bị lộ ra ngoài, thế là vào hai ngày trước, phần bắp đùi được cố định lại theo tất cả những cách đau đớn không thể tưởng tượng nổi; con bé hiện tại khá tốt, và anh hy vọng chân của nàng ta sẽ không bị tật." Theo như Samuel Pepys ghi nhận lại vào ngày 15 tháng 7, Anna "vẫn còn đi khập khiễng và dường sẽ luôn là như vậy – một điều đáng buồn cho một quý cô trẻ, chỉ vì muốn thực hiện một kỹ thuật trong khiêu vũ." và theo ghi nhận ngày 20 tháng 7, Samuel Pepys cho rằng đôi chân bị tật của Anna ngày phát triển kém hơn so với chân còn lại.
Không bỏ cuộc, Anna quyết định đến Bath để chữa cho chân của mình và ở đó khoảng hai tháng. Việc ngâm mình không mang lại hiệu quả, nhưng giúp tinh thần của Anna tốt hơn, đủ tốt để thực hiện một chuyến thăm đến Bristol trước khi trở về Whitehall mà không báo trước. Thế nhưng Anna, theo lời của một quý cô nương tại triều đình, Anna "chỉ đủ can đảm để phần hông được điều chỉnh về đúng vị trí, nhưng không thể sẵn sàng cho một cuộc phẫu thuật, khi nàng ta nghĩ đến việc phẫu thuật, sau một vài kiểm tra nhỏ, nàng ta cầu xin họ để cho nàng ta được yên." Tuy lời nhận định của Samuel Pepys không đúng, nhưng Anna phải chấp nhận sống với đôi chân bị tật suốt phần đời còn lại khi chỉ mới 17 tuổi cũng như mối gắn kết tiềm năng với chồng thông qua đam mê khiêu vũ cũng tiêu tan. Trong suốt khoảng thời gian từ khi Anna bị chấn thương trong đến khi đi chữa trị, Công tước xứ Monmouth hiếm khi bên cạnh vợ. James trở về Anh từ Pháp vào tháng năm 1668 nhưng không có mặt khi tai nạn xảy ra, đến Pháp vào tháng sáu, trở về vào tháng bảy nhưng đến tháng tám mới đến Bath thăm vợ. Thấy vợ "hồi phục tốt", James về Luân Đôn để chuẩn bị cho buổi lễ mừng James trở thành người chỉ huy cho quân đội của vua cha. Sự hiện diện của Anna tại buổi lễ không được ghi nhận nhưng không thể phủ nhận rằng Anna không có mặt ở sự kiện. Nữ Công tước xứ Buccleuch đã cùng triều đình đến Suffolk vào mùa thu, cùng Vương hậu Catarina ở lại Audley End trong khi hai cha con James đến Newmarket.
Tháng 8 năm 1672, Công tước xứ Monmouth trở về Anh từ Pháp để chứng kiến lần sanh nở đầu tiên của Anna. Theo một nhân chứng, mối quan hệ giữa hai vợ chồng đã tốt trở lại. Thế nhưng đứa trẻ không sống được lâu và qua đời hai năm sau đó. Jean Scott, Bá tước phu nhân xứ Tweeddale, một người cô của Anna, dù gia đình của Jean đang vướng vào kiện tụng với cháu gái, đã rất đau buồn cho mất mát của hai vợ chồng và viết rằng: "Tôi cầu xin Chúa an ủi  cho người mẹ khốn khổ của đứa trẻ vừa qua đời." Là một người phụ nữ tốt bụng, Jean vui mừng khi cháu gái thành công sanh hạ một người con trai khác cùng năm, dù đứa trẻ sẽ làm suy yếu cơ hội được thừa kế tài sản Buccleuch của Bá tước phu nhân. Sự tốt bụng của Jean là điều kỳ lạ và tương đối bất ngờ đối với Anna.
Khi biết về mối quan hệ tình ái giữa chồng và Eleanor Needham, Nữ Công tước đã rất đau khổ và đã viết cho Vương tôn nữ Mary xứ York rằng bản thân "khắc sâu nỗi đau này trong tim". Nỗi đau của Anna không thể chắc chắn là vì tình yêu hay là vì lòng tự tôn bị đả kích. Từ đó về sau, Anna đối với chồng chỉ có sự tôn trọng nhưng xa cách và gọi chồng là "Sir" sau khi James trở về từ chiến dịch ở Scotland năm 1679.

### Dưới triều đại của Charles II

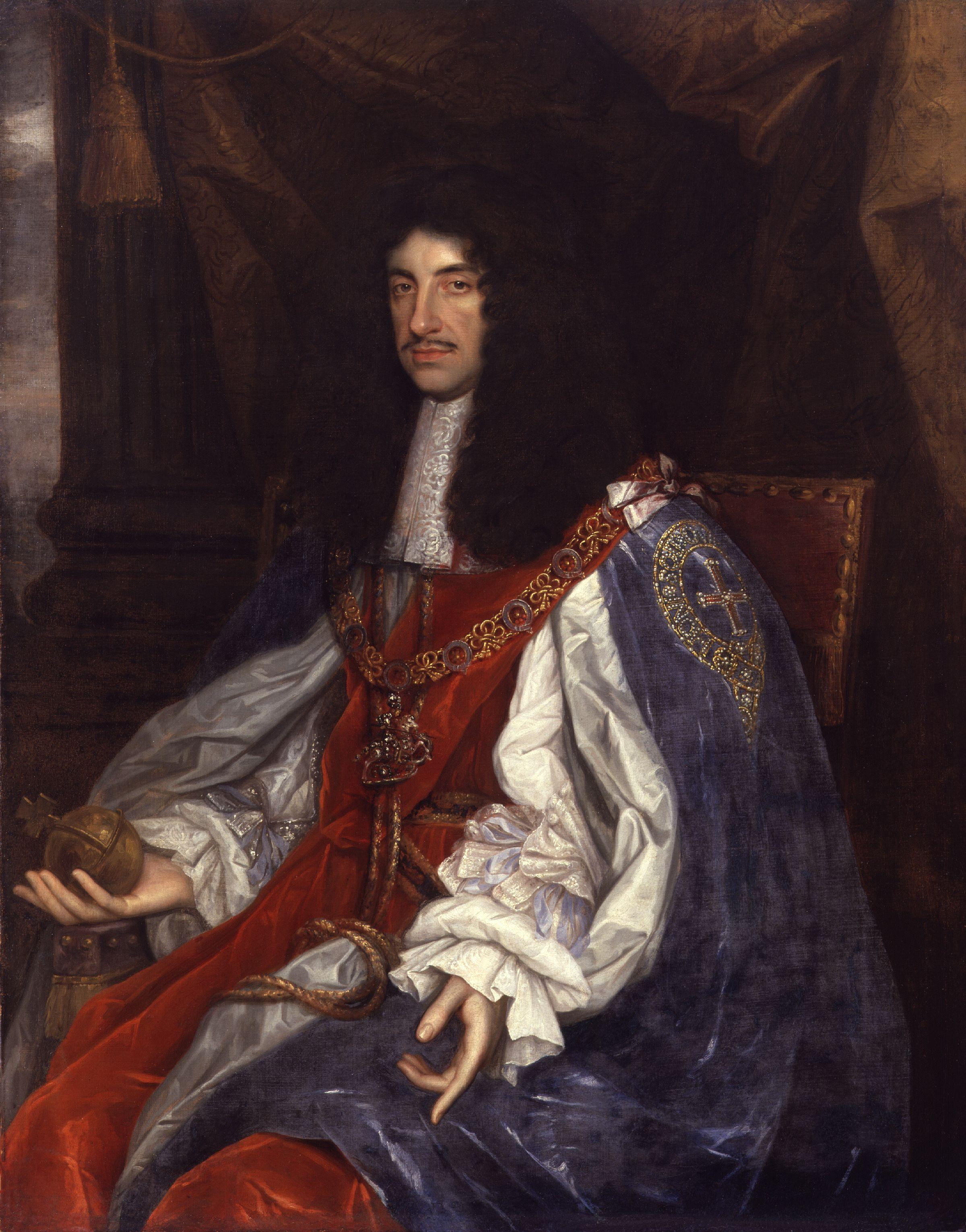
Charles II của Anh, cha chồng của Anna.

Triều đình của Charles II là một nơi mà nam giới nắm quyền. Dưới vỏ bọc của sự lịch thiệp, các quý cô nương trong triều đình bị đối xử chắc khác gì những công cụ thỏa mãn ham muốn của đàn ông và càng không phải là một nơi đón tiếp những người phụ nữ hành xử khác biệt. Các thị nữ trẻ rất khó tìm chồng, trù khi là chồng của những quý phu nhân khác và phụ nữ không được nhìn nhận nghiêm túc là con người. Anna tất nhiên là một quý cô nương khác biệt trong triều đình, Anna là một thành viên của Vương thất Anh. Khác với Anne Hyde (người vợ đầu của James II của Anh, bấy giờ là Công tước xứ York), Anna không để cho bản thân bị tấn công bởi đời sống tình dục của mình. Anna còn có mối quan hệ tốt đẹp với các thành viên nam của Vương thất, là một Lady of the Bedcharmber (tạm dịch: Phu nhân Hầu phòng) của Vương hậu Catarina và là bạn hữu của những quý phu nhân lâm vào cảnh bị lạnh nhạt bởi những người chồng trăng hoa. Không có ghi chép gì về mối quan hệ giữa Anna và Anne Hyde, nhưng Anna có mối quan hệ tốt với Maria d'Este, vợ kế của Công tước xứ York. Anna cũng rất gần gũi với Vương tôn nữ Mary, hộ tống Maria d'Este khi Nữ Công tước đến Hà Lan thăm Mary sau khi Mary kết hôn với Willem III xứ Oranje (sau này là William III của Anh). Khi Vương tôn nữ Mary rời Anh, Vương tôn nữ đã nhờ cậy Anna coi sóc người em gái Anne vì Anne bây giờ là tín hữu Kháng Cách duy nhất trong gia đình. Nữ Công tước tuy không phải tín hữu nhiệt thành, nhưng không thể phủ nhận đức tin Kháng Cách ở Anna.
Anna không có hứng thú với chính trị, nhưng khi trưởng thành, Nữ Công tước nhận ra rằng chồng của mình, Công tước xứ Monmouth, dù có được vua cha yêu mến như thế nào, tuyệt đối không được bắt Quốc vương phải lựa chọn giữa mình và em trai là Công tước xứ York. Charles II có thể đẩy em trai ra Scotland hoặc đày ra nước ngoài nhưng tuyệt nhiên sẽ không loại trừ em trai ra khỏi vị trí người thừa kế. Anna biết rằng chồng, bản thân và các con sẽ phải lãnh lấy án tử nếu trở thành kẻ thù không đội trời chung với Công tước xứ York, do đó Nữ Công tước hết sức nỗ lực giữ cho chồng tránh khỏi chuyện chính trị. Việc James chiến thắng chú của mình trong việc có được cô nàng Moll Kirke là một chuyện, nhưng xin Charles II phong cho mình làm Đại tướng quân đội là câu chuyện khác. Khi Charles đang xử lý vụ ly hôn của vợ chồng nhà Roos đã khiến cho câu chuyện về một chiếc hộp màu đen được cho là chứa thông tin về việc cha mẹ của Công tước xứ Monmouth đã kết hôn được nhắc đến trở lại. Theo Gilbert Burnet ghi nhận, những nguồn tin này đã được mang đến cho Công tước xứ Monmouth, nhưng Công tước xứ York lại cho rằng không đáng bận tâm vì James Scott không có gan mà giành lấy ngai vàng và "khen ngợi Công tước phu nhân xứ Monmouth rất nhiều khi nói với tôi (Gilbert Burnet) rằng hy vọng về ngai vàng sẽ không khiến cho nàng ta làm một việc hoang đường như thế."
Charles II ban đầu từ chối mong muốn trở thành Đại tướng của con trai vào năm 1674, nhưng vào mùa xuân năm 1678, với sự nài nỉ của con trai, Quốc vương đã đồng ý ban chức và đưa con trai cùng quân đội đến lục địa để hỗ trợ cháu rể là Thân vương xứ Oranje. Điều này đã khiến cho Công tước xứ York rất tức giận, chưa kể trong ủy nhiệm thư cho Công tước xứ Monmouth đã loại bỏ từ ngoại hôn càng khiến Vương tử James thêm phẫn nộ và than phiền với anh trai. Charles II đã tiêu hủy phần tài liệu với nội dung xúc phạm nhưng không thu hồi ủy nhiệm thư. Với chiến thắng này, Công tước xứ Monmouth bắt đầu dấn thân vào chính trị. Trước tình hình này, Anna r sức ngăn cản chồng trở thành kẻ thù của Vương tử James. Nữ Công tước cố gắng cải thiện mối quan hệ với Công tước xứ York nhiều đến nỗi bắt đầu nổi lên những tin đồn dẫn đến Công tước xứ Monmouth cấm vợ đến gặp chú của mình. Nỗ lực của Anna không chỉ thất bãi mà dường như trở nên có vẻ vô nghĩa khi sự nghiệp chính trị của chồng phát triển rực rỡ. Công tước xứ Monmouth vốn đã được yêu thích và là một tín hữu Kháng Cách, giờ đây danh tiếng của Công tước ngày càng thăng hoa. trong khi đó Công tước xứ York bị anh trai đẩy ra Bruxelles nhằm tránh kịch động tới phe muốn loại trừ Vương tử James khỏi ngai vàng. Quốc vương Charles II không hoàn toàn hài lòng với con trai nhưng vẫn đối tốt với James Scott và hy vọng con trai sẽ sửa đổi tính tình.
Thế nhưng Công tước xứ Monmouth vẫn ngựa quen đường cũ. Trong khi Anna thể hiện sự trung thành và bao dung thì chồng của Nữ Công tước lại chọc tức nhà vua đến mức Charles II bãi bỏ vị trí Đại tướng của con trai và đày ra nước ngoài. Chỉ hai tháng sau Công tước xứ Monmouth quay trở lại Anh mà không có sự cho phép của Charles II. Điều này khiến Quốc vương phẫn nộ mà loại bỏ các chức vụ của con trai ngoại trừ vị trí Master of the Horse. Trước việc này, Công tước xứ Monmouth quyết định sống nhờ vào thu nhập của Anna. Khi con trai của hai vợ chồng qua đời , Anna đã nhân dịp này mà khuyên nhủ chồng vâng phục vua cha nhưng thất bại. Một năm sau đó, Công tước xứ Monmouth bắt đầu ngoại tình với Henrietta Wentworth, Nam tước Wentworth thứ 6 và tiếp tục chống đối Charles II. Trước những chuyện này, sức khỏe của Anna bắt đầu suy giảm. Charles II đã tốt bũng động viên con dâu và tỏ rõ rằng bản thân không trách Anna vì những hành vi của con trai. Anna quyết định đi du lịch và vào ngày 7 tháng 8 năm 1680, Anna được cho phép đến Pháp với với ba người con và ba mươi người hầu cận để hồi phục sức khỏe.
Anna ở lại Pháp trong hai năm và trở về Whitehall lodging vào tháng 5 năm 1682. Khi trở về, Nữ Công tước bị chồng quở trách vì tiêu gần gấp đôi số tiền dự chi ở Pháp: 11.261 bảng Anh so với mức dự chi là 6.000 bảng. Anna nhận thấy triển vọng chính trị của chồng đã suy giảm đi nhiều. James không còn là Master of the Horse, Charles II đã ra lệnh không ai được giao dịch với con trai và Công tước xứ Monmouth bị cấm đến Whitehall lodging nhưng Anna thì vẫn được phép đến. Thu nhập của James Scott bị bị cắt giảm một nửa từ 8.000 bảng Anh xuống còn 4.000 bảng và một nửa bị cắt giảm sẽ được đưa cho Anna. Công tước xứ Monmouth tiếp tục chống đối cha của mình và Quốc vương yêu cầu bắt giữ con trai. Công tước xứ Monmouth sau đó được bảo lãnh dành một khoảng thời gian ngắn ở Moor Park với gia đình. Một lần nữa Anna thuyết phục chồng nghe lời Charles II nhưng bị chồng từ chối.
Năm 1681 đánh dấu sự khởi đầu của Âm mưu Nhà Rye nhằm ám sát Charles II và Công tước xứ York. Khi âm mưu bị lật tẩy vào tháng 6 năm 1683, Công tước xứ Monmouth bị tố cáo là có liên quan với tội danh phản quốc và bị truy nã. Việc chồng bị cáo buộc phản quốc là vấn đề nghiêm trọng đối với Anna khi tương lai của các con trở nên bấp bênh. Không chỉ chồng mà các anh rể của Anna cũng không thoát khỏi liên can. George Melville, Bá tước thứ 1 xứ Melville, một người anh rể của Anna, bị coi là quân phản loạn và bị tịch thu tài sản, nhưng Anna thuyết phục cha chồng chuyển phần tài sản cá nhân cho Bá tước phu nhân xứ Melville, người cũng là chị gái khác cha của Anna là Catherine. Một người anh rể khác là Walter Scott, Bá tước xứ Tarras, chồng của người chị gái quá cố Mary Scott, Bá tước thứ 3 xứ Buccleuch, đã cứu chính mình thông qua việc khai báo, dẫn đến việc một người đàn ông khác bị đưa lên đoạn đầu đài.
Tháng 7 năm 1683, Công tước xứ Monmouth được cho là đang ở Whitehall lodging, nơi Anna đang cư trú. Gilbert Burnet kể rằng Charles II đã đến gặp Anna và nói rằng Whitehall lodging sẽ bị khám xét nhưng sẽ loại trừ những căn phòng riêng tư của Anna và James có thể trốn ở đó. Thế nhưng thực tế những căn phòng đó vẫn bị khám xét. Khi câu chuyện của Gilbert Burnet được công bố, Anna đã lên tiếng phủ nhận. Anna chắc chắn đã nói thật vì Charles II cũng không muốn bắt giự con trai và không có ý định bẫy con. Gilbert Burnet đã nghe câu chuyện đó từ một người đàn ông và người đàn ông đó đã nghe được từ chính James.
Charles II vẫn thương yêu con trai, chỉ con mong hoán cải và vâng lời. Một lần nữa, Anna lại thuyết phục James hãy từ bỏ những mục tiêu vô thực. Nữ Công tước đã suýt thành công. Công tước xứ Monmouth đã viết thư hối lỗi và nhờ George Savile, Bá tước thứ 1 xứ Halifax gửi cha. James sau đó nhờ Anna gửi một lá thư khác, có thể được viết bởi Bá tước xứ Halifax, cho Charles II. Ngày 15 tháng 10 năm 1683, Anna gửi bức thư cho Charles II vì "con thật bất hạnh và không hy vọng sẽ được găp Bệ hạ" và cầu xin cho chồng của mình. Ngày 25 tháng 11, hai cha con gặp nhau. James đã ký những văn bản thú tội cần thiết và cầu xin sự tha thứ của cha và chú. Charles II lập tức bỏ qua cho con trai và tặng cho con một món quà trị giá 6.000 bảng Anh và hai vợ chồng cư trú ở Whitehall trở lại. Thế nhưng khi Công báo chính thức đăng lên những lời thu nhận của Công tước xứ Monmouth, James đã mất bình tĩnh và bác bỏ những lời thú tội khiến Charles II giận dữ yêu cầu con trai tái xác nhận những lời thú tội đó. Anna và Bá tước xứ Halifax một phần nữa thuyết phục James. Sau khi ký những giấy tờ cần thiết, James suy nghĩ lại và yêu cầu cha trả lại chúng, khiến cho nhà vua mất kiềm chế và gọi con trai là đồ đầu đất. Ngày 7 tháng 12 năm 1683, Anna và chồng rời khỏi Whitehall. Một tháng sau đó, James rời khỏi nước Anh cùng với tình nhân là Nữ Nam tước Henrietta.
Anna lâm vào tình thế hết sức khổ sở khi trở thành vợ của một kẻ bị truy nã và gần như là kẻ phản quốc. Lúc này Charles II đã làm rõ với Hội đồng Cơ mật Scotland rằng lệnh cấm với con trai sẽ không áp dụng với con dâu và Anna tiếp tục được nhận khoản thu nhập từ lãnh địa của mình. Từ tháng 12 năm 1683 đến tháng 8 năm 1684, Anna nhận được 5.000 bảng Anh từ khoản thuế thu nhập đặc biệt, một khoản tiền mà James từng được hưởng. Anna rong khoảng thời gian này công khai tách biệt khỏi chồng. Ngày Giáng Sinh năm 1683, khi Công tước xứ Monmouth có lẽ đã rời khỏi Anh, Anna rước lễ tại nhà thờ Thánh James cùng với Vương tôn nữ Anne xứ York và những người khác. Tháng 5 năm 1684, Nữ Công tước được Vương hậu Catarina đón tiếp nồng hậu. Cuối năm 1684, có lẽ vì nhận được tin về chuyến đi về Anh bí mật của chồng, khi James gặp lại cha lần cuối, Nữ Công tước đã viết thư gửi cha chồng rằng liệu có khả năng Công tước xứ Monmouth sẽ được triệu về. Với câu hỏi của con dâu, Charles II đã trả lời rằng đây chưa phải thời điểm thích hợp. Thế nhưng, vào ngày 6 tháng 2 năm 1685, Quốc vương Charles II qua đời và được kế vị bởi Công tước xứ York. Dưới triều đại của tân vương James II, Anna và Willem III xứ Oranje biết rằng sẽ không có chỗ cho Công tước xứ Monmouth.

### Dưới triều đại của James II của Anh

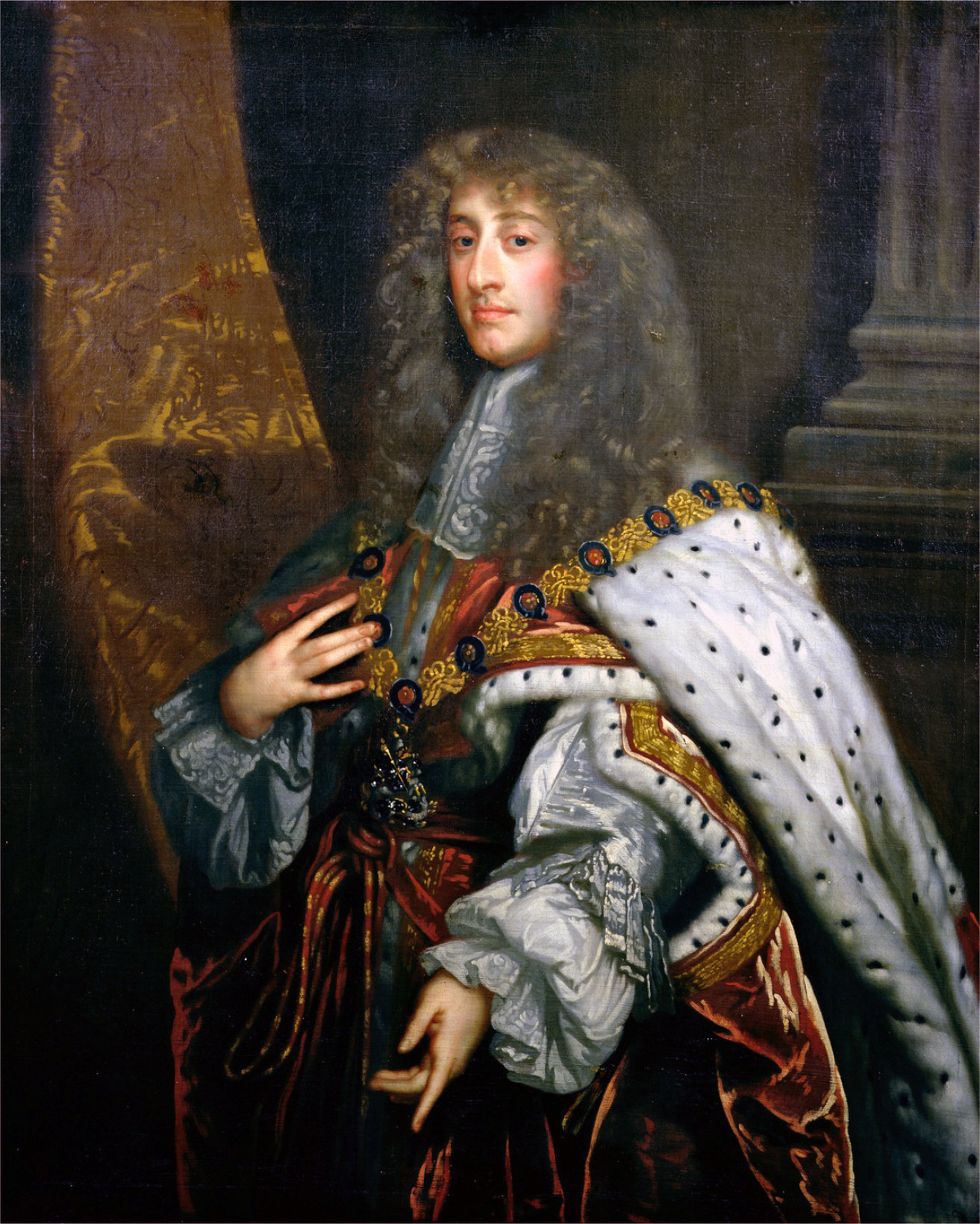
James II của Anh, em trai của Charles II.

Tân vương và tân hậu là những người bạn hữu của Anna. Tháng 3 năm 1685, Anna chính thức ra mắt con trai cả trước Quốc vương và Vương hậu. Ngày 11 tháng 6 cùng năm, khi Công tước xứ Monmouth đổ bộ về miền Tây nước Anh và tuyên bố bản thân là Quốc vương Anh, Anna đang ở tại Whitehall cùng các con. Trước sự việc này, vào ngày 16 tháng 6, Quốc vương James II đã cho bố trí lính gác ở nơi ở của mẹ con Anna ở Whitehall và vào đầu tháng 7, James II yêu cầu các con của Anna phải đến Tháp Luân Đôn và Nữ Công tước tự nguyện đi cùng các con, cũng nhằm để khẳng định rằng bản thân không liên quan gì đến cuộc nổi loạn của chồng.
Động cơ để James Scott tuyên bố bản thân là Quốc vương Anh là vì tin rằng cha mẹ của mình, Charles II và Lucy Walter đã kết hôn, do đó Công tước xứ Monmouth là hậu duệ hợp pháp của Charles II và có quyền kế vị nước Anh. Quân đội của Công tước xứ Monmouth và James II giao tranh với nhau và trong trận Sedgemoor, lực lượng của Công tước xứ Monmouth đã thất bại và James Scott phải lẩn trốn nhưng nhanh chóng bị bắt giữ và bị giam trong Tháp Luân Đôn.
Thứ hai ngày 13 tháng 7 năm 1685, Anna đến Tháp Luân Đôn thăm chồng với sự hộ tống của Henry Hyde, Bá tước thứ 2 xứ Clarendon, một thành viên quan trọng trong chính quyền của James II cũng như là anh trai của người vợ đầu quá cố của Quốc vương. Hai vợ chồng đã không găp nhau được một năm rưỡi và điều Nữ Công tước quan tâm trong chuyến thăm này là tương lai của các con và việc kế thừa tài sản Buccleuch. Bản thân Anna không bị ảnh hưởng gì trong việc nắm giữ tài sản Buccleuch vì là người thừa kế của cha và chị gái. Thế nhưng James Scott đã bị kết tội ở Anh và sẽ bị tịch thu tài sản ở Scotland và theo luật, những người con của hai người vì là con của tội thần nên sẽ mất quyền thừa kế tài sản của Nữ Công tước trừ khi James II ra quyết định khác. Vì thế, Công tước xứ Monmouth cần phải tuyên bố với Anna trước mặt Bá tước xứ Clarendon rằng Anna và các con không liên quan gì đến cuộc nổi loạn cũa Công tước xứ Monmouth, có như vậy mới có thể thuyết phục James II giữ nguyên quyền thừa kế cho các con.
Cuộc gặp gỡ không diễn ra đúng ý Anna. Công tước xứ Monmouth tuy lịch sự nhưng xa cách với Anna nhưng việc Bá tước xứ Clarendon hộ tống vợ đến gặp mình đã làm sống lại hy vọng sống của James Scott và Công tước xứ Monmouth bắt đầu tìm lý lẽ để khiến Bá tước xin nhà vua tha mạng cho mình. Anna cắt ngang những lời biện bạch của chồng và hỏi rằng liệu bản thân có bao giờ thuận theo những hành vi của chồng trong những năm qua không, hay làm điều gì khiến Công tước xứ Monmouth khó chịu ngoại trừ việc than phiền về mấy cô tình nhân và sự bất tuân của chồng đối với Quốc vương Charles II quá cố. James Scott trả lời rằng Anna luôn là người vợ mẫu mực, là người mẹ tốt và luôn khuyên bảo mình vâng phục Charles II. Câu trả lời này chắc chắn không thỏa mãn được Anna.
Hai ngày sau đó, vào buổi sáng trước lúc tử hình Công tước xứ Monmouth, Anna đến thăm chồng và dẫn theo các con để chào tạm biệt chồng lần cuối. Giờ đây, khi có mặt của bốn giám mục mà James II đã chỉ định để theo James Scott đến đoạn đầu đài và khi nhìn thấy các con khóc vì mình, Công tước xứ Monmouth đã lặp lại những lời đã nói hai hôm trước và "Anna không biết gì về kế hoạch của mình, không nghe gì từ chồng từ một năm trước, là lỗi của chính hắn, không có điều gì không đúng đắn ở Anna, vì nàng ta không biết làm cách nào để gửi thư cho chồng" và dặn Anna chăm sóc các con. Anna lúc này quỳ xuống, bắt đầu khóc, xin chồng tha thứ nếu đã làm gì khiến chồng phật ý và "ngã quỵ xuống khiến mọi người phải tốn sức dìu Anna dậy." Vài giờ sau đó, James bị xử tử và Anna trở thành quả phụ. Cũng trong mùa hè năm đó, khi ở trong Tháp Luân Đôn, cô con gái 10 tuổi Anne của Nữ Công tước qua đời. Quốc vương James II cho phép "cựu Công tước phu nhân xứ Monmouth" chôn cất đứa trẻ được chôn cất trong Tu viện Westminster nếu Anna muốn, vì đứa trẻ là cháu nội của Charles II.
Quốc vương James II "rất hài lòng với cách hành xử và thái độ của Anna, và đảm bảo rằng mình sẽ... chăm sóc cho Anna và các con." Năm 1686, Quốc vương James II trả lại Moor Park cho Anna. Tháng 5 cùng năm, James II yêu cầu Hội đồng Cơ mật Scotland dừng việc điều tra xem phần lãnh địa Buccleuch nào bị tịch thu Sau khi phần tài sản gắn liền với tước hiệu Công tước xứ Monmouth bị tịch thu vì "sự trung thành mẫu mực, thái độ không thể chê trách và trách nhiệm" của Anna. Bên cạnh đó, James II cho phép Nữ Công tước mua lại bất kỳ trang sức và vật dụng nào mà người chồng quá cố của Anna để lại ở Hà Lan. Anna sau đó đã từ bỏ tất cả danh dự và phần tài sản của mình cho Quốc vương và nhận được một sắc lệnh vào ngày 17 tháng 11 năm 1687 cho phép Anna được giữ phần gia sản Buccleuch và lãnh địa Bá tước mà Anna được thừa hưởng giờ đã được nâng lên hàng Công tước, sau đó tước hiệu Công tước và tài sản sẽ được thừa hưởng bởi con trai James Scott, Bá tước xứ Dalkeith và nam duệ, sau đó là những người thừa kế được quy định theo di chúc của người cha quá cố. Trước việc James II đã bảo toàn tương lai cho các con, Anna đã viết rằng nhà vua rất tốt bụng và "và đã rất ưu ái tôi trong những chuyện khiến tôi phiền lòng."

## Những năm sau này
Ngày 6 tháng 5 năm 1688, ở độ tuổi 34, ba tháng sau khi mẹ qua đời, Anna quyết định tái hôn với Charles Cornwallis, Nam tước Cornwallis thứ 3, nhỏ hơn Anna 4 tuổi. Cuộc hôn nhân thứ hai của Anna kéo dài 10 năm vì Charles qua đời khi chỉ mới 43 tuổi. Chỉ trong năm đầu tiên từ khi kết hôn, hai vợ chồng thiếu nợ 30.000 bảng Anh. Stephen Fox, cha của Elizabeth Fox, người vợ đầu của Nam tước Cornwallis phải can dự vào vì lợi ích của các cháu của mình. Năm 1694, tình hình tín dụng của Anna vô cùng tồi tệ và Nữ Công tước có rất ít tiền để chi trả cho đám cưới của con trai. Stephen Fox và George Melville, Bá tước thứ 1 xứ Melville đã thuyết phục Nữ Công tước từ giờ hãy sống tiết kiệm hơn.
Khi Nam tước Cornwallis qua đời, Anna đã xích mích với Stephen Fox. Trong lúc lo liệu tang lễ cho con rể cũ, Stephen đã làm một phù hiệu kết hợp với phù hiệu của Nam tước Cornwallish quá cố, con gái và Anna. Nữ Công tước đã cho gỡ chiếc phù hiệu xuống, loại bỏ phần biểu tưỡng chiếc khiên của Elizabeth, con gái của Stephen, buông lời bạo lực và miệt thị đến Elizabeth và con trai là tân Nam tước Cornwallis. Theo Stephen Fox, Anna đã bị chi phối bởi cơn giận dư và tính vị kỷ. Thậm chí Anna còn tuyên bố Stephen Fox sẽ không nhận được xu nào từ phần tài sản của mình dù thiếu nợ Stephen 1.500 bảng Anh. Stephen cho rằng cơn giận dữ của Nữ Công tước là giả dối nhằm lừa gạt mình. Anna đã đưa ra lời bão chừa rằng bản thân gỡ biễu tượng chiếc khiên của Elizabeth là vì làm theo yêu cầu từ di chúc của cha.
Liên hệ của Anna với triều đình đã suy yếu kể từ khi người bạn của Anna, Mary II của Anh qua đời. Anna đã ca ngợi Nữ vương "hội tụ tất cả những phẩm chất tốt đẹp mà một người đàn ông hoặc phụ nữ có thể có." Vị thế của Anna càng bấp bênh hơn au khi chồng qua đời. Vì thế năm 1701, Anna quyết định trở về Scotland, lần đầu tiên kể từ khi đến Anh với tư cách là nàng dâu tiềm năng cho con trai của Charles II. Tại Scotland, Anna có thể hành xử như một nhân vật vương giả. Là gia chủ, sự vắng mặt lâu dài của Nữ Công tước ở Anh và sự lơ là trong việc giúp đỡ những người sống trong lãnh địa của mình đã dấy lên không ít bất bình. Anna quyết định định cư tại Dalkeith và tái cấu trúc lại Lâu đài với mức độ hoành tráng. Việc tái cấu trúc kéo dài hơn một thập kỷ. Trong quá trình này, Anna đã đổi tên thành cung điện. Nữ Công tước tự gọi mình là "Mighty Princess" trong một vài văn bản ở thị trấn. Một người họ hàng của Anna, Margaret Montgomery đã kể rằng khi ăn tối với Nữ Công tước, Anna được người hầu phục vụ trong tư thế quỳ gối. Margaret vì là họ hàng của Nữ Công tước nên được phép ngồi khi dùng bữa trong khi những người khác thì phải đứng.
Khi càng lớn tuổi, Anna càng nghi ngờ có người muốn chiếm đoạt tài sản của mình và nhiều vụ kiện tụng đã xảy ra vì điều này. Anna từ chối noi theo gương của Anne Hamilton, Công tước thứ 3 xứ Hamilton, người đã xin Charles II của Anh ban cho chồng tước hiệu Công tước xứ Halmiton và sau khi chồng qua đời 4 năm thì chuyển giao tước hiệu của mình cho con trai. Vì thế cả Nam tước Cornwallis và con trai lớn của Anna không được hưởng tước hiệu Công tước xứ Buccleuch. Nữ Công tước đã viết thư cho Bá tước xứ Melville rằng: "Cho đến khi em đổi ý. Em sẽ nắm giữ mọi quyền lợi em được hưởng từ Đức Chúa và ông cha... Nữ Công tước xứ Hamilton chỉ là một người phụ nữ, và chúng em không phải là những tạo vật khôn ngoan như đàn ông, nên em sẽ không noi theo gương của bất kỳ trường hợp nào tương tự cho đến khi tất cả quý tộc ở Scotland chuyển nhượng tước vị cho con trai của các ông ấy, thì em sẽ xem xét đến việc này." Hai tháng sau đó, Anna càng khẳng định chắc chắn hơn lập trường của mình: "Em... sẽ không bao giờ mù quáng trong khi em có đủ lý trí để tự nhận thức trong gia đình của mình, nhưng sẽ nắm giữ quyền hành của bản thân và vẫn là gia chủ của gia tộc khi đó là điều đẹp lòng Chúa vì đã ban tặng cho em cuộc sống này... Em chắc rằng anh đã cười nhạo em gái của mình, và em cũng làm điều tương tự với anh, vì em là người đàn ông của gia đình." Và như thế, Anna là Nữ Công tước xứ Buccleuch cho đến khi qua đời.
Anna sống lâu hơn con trai và con dâu cả, thậm chí là cháu dâu. Nữ Công tước nhìn nhận Đạo luật Liên hiệp 1707 là một điều không may mắn. Sau khi Vương tộc Hannover nắm quyền cai trị nước Anh vào năm 1714, Anna nhanh chóng trở thành bạn của Caroline xứ Ansbach, bấy giờ là Vương phi xứ Wales. Caroline là một người phụ nữ thông minh như Anna và kết hôn với người con trai nổi tiếng trăng hoa của George I của Anh. Theo Mary Clavering, Bá tước phu nhân Cowper, "Thân vương phi yêu mến Nữ Công tước vô cùng, và chắc chắn không người phụ nữ nào ở độ tuổi của Nữ Công tước được như vậy. Nữ Công tước có sức sống và ngọn lửa của tuổi trẻ, và thật tuyệt vời khi thấy rằng những biến cố mà Nữ Công tước phải trải qua thì khiếu khôi hài và bản tính tốt bụng của đức bà vẫn vẹn nguyên, nhưng khi đến độ sáu mươi, đức bà sở hữu những điều đó một cách hoàn hảo nhất." Tài chính của Anna được phục hồi và Nữ Công tước còn mua lại quyền Lãnh chúa xứ Melrose từ Bá tước xứ Hadington, làm tăng giá trị tài sản của gia đình. Là một trong những người con sống từ thời của Charles II, tại những bữa tối, Anna kể lại những câu chuyện về nhà vua cùng các tình nhân là Barbara Villiers, Công tước thứ 1 xứ Cleveland và Nell Gwyn.

## Ngoại hình và tính cách
Anna Scott không được coi là xinh đẹp theo tiêu chuẩn của thời đại Trung hưng quân chủ Anh. Nữ Công tước không sở hữu đôi mắt hạnh nhân quyến rũ màu đen, không phải là những mỹ nhân quyến rũ trong những bộ cánh khoét cổ sâu hớp hồn người nhìn cùng ánh nhìn hờ hững trong các bức họa của họa sĩ Peter Lely. Mặt khác, Anna được nhìn nhận là một người phụ nữ thú vị và thông minh, thế nhưng những phẩm chất này không khiến Nữ Công tước lọt vào mắt xanh của chồng. Dù tổn thương vì chồng ngoại tình, Anna không hướng mình đến lối sống lang chạ như James và được nhìn nhận là một người phụ nữ "đức hạnh", một phẩm chất hiếm khi được dùng cho những người phụ nữ trong triều đình của cha chồng.
Khi trưởng thành, Anna có tính cách lạnh lùng và ngoan cường. Nữ Công tước từng nói rất bản thân chỉ thật lòng yêu thương số ít người. Trong bức thư gửi em rể là George Mackenzie, Bá tước thứ 1 xứ Cromartie năm 1712, Anna đã viết rằng "Thế giới này sống vì mình, và chị cũng vậy." Stephen Fox cho rằng Anna dễ bị chi phối bởi cảm xúc hối hận, tuyệt vọng và giận dữ. GIống như mẹ, Anna rất cứng rắn và hiếu chiến
Anna không được kì vọng sẽ tạo nên nhiều ảnh hưởng tại triều đình của Charles II. Mọi thứ có thể sẽ rất khác nếu Anna không bị chấn thương, khiến cho Nữ Công tước không thể tiếp tục khiêu vũ cũng như tham gia diễn kịch. Anna và chồng từng tham gia vở kịch "The Indian Emperor" trình diễn vào ngày 13 tháng 1 năm 1668, được viết bởi John Dryden. Theo Samuel Pepys, Anna và quý bà Cornwallis trong hai người phụ nữ duy nhất biết diễn xuất. Một vài tuần sau,vở "Horace" của Pierre Cornelle được trình diễn với sự tham gia của Nữ Công tước, thế nhưng tâm điểm của buổi diễn lại là Barbara Villiers, Công tước thứ 1 xứ Cleveland khi dát lên mình bộ trang sức trị giá 40.000 bảng Anh. Nếu Anna không bị chấn thương, những vở kịch nghiệp dư này có thể sẽ tồn tại lâu hơn trong triều đình của Charles II. John Evelyn đánh giá Anna "chắc chắn là một trong những người khôi hài và láu cá nhất trong những người phụ nữ, và rất lanh trí" cũng như là một "quý cô đức hạnh và tuyệt vời."
Anna có một sự thích thú dành cho nghệ thuật. Nữ Công tước mê mẩn những tác phẩm thơ ca của John Dryden, thậm chí còn hỗ trợ cho nhà thơ. Bản thân John Dryden cũng dành lời khen ngợi cho Anna trong các tác phẩm của mình. Bên cạnh thơ cơ, Nữ Công tước còn dành thời gian học vẽ. Alexander Browne, thầy dạy vẽ của Anna đã tặng cho Nữ Công tước một bài luận về hội họa, ca ngợi sự "vĩ đại" và "sự ngọt ngào trong bản tính hài hước" của Nữ Công tước.

### Bảo trợ cho nghệ thuật
Anna được John Dryden gọi là "là nữ bảo trợ đầu tiên và tốt nhất" dù Anna không phải là người đầu tiên nhưng là người có công lớn với sự nghiệp của John Dryden. John từng gửi kịch bản của vở "King Arthur" mà John viết cùng với William Purcell cho Anna và Anna đã gửi kịch bản cho Mary d'Este, lúc này đã trở thành Vương hậu Anh và thế là sự nghiệp của John Dryden được cứu vớt bởi "Nữ Công tước tuyệt vời, là nữ bảo trợ cho sự nghiệp thơ ca tầm thường cũa tôi. Không chỉ John Dryden mà nhà thơ và nhà viết kịch Thomas Shadwell, một người căm ghét John Dryden, cũng dành lời khen có cánh cho Anna là "Nữ bảo trợ tốt nhất cho sự khôi hài và kịch nghệ/Niềm vui, kiêu hãnh, kỳ quan của thời đại". Đây cũng là động thái chỉ trích gay gắt của William Shadwell đối với John Dryden vì báo đáp ân huệ của Nữ Công tước bằng cách chỉ trích chồng của Anna.
Về mảng hội họa, Anna bảo trợ cho Sir Godfrey Kneller, một họa sĩ tài năng được phát hiện bởi James Vernon, thư ký của Công tước xứ Monmouth. Với những người có tính cách như Anna, phong cách hội họa của Godfrey Kneller sẽ được ưa chuộng hơn so với phong cách vẽ của Peter Lely.

## Con cái

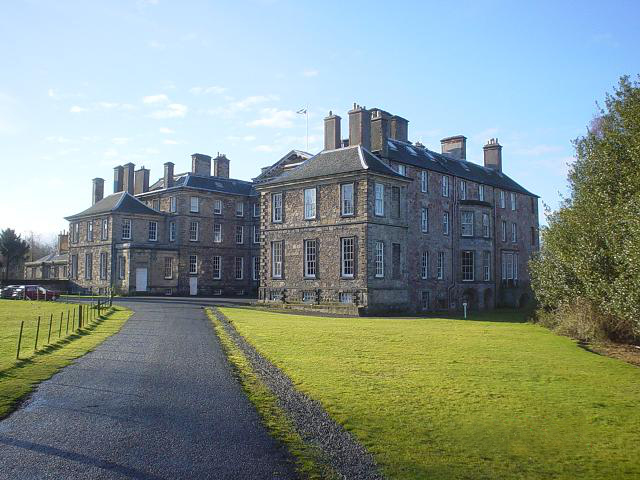
Cung điện Dalkeith, Midlothian

Trong cuộc hôn nhân đầu tiên, Anna và chồng, James Scott, Công tước thứ 1 xứ Monmouth, có sáu người con:
- Charles Scott, Bá tước xứ Doncaster (24 tháng 8 năm 1672 – 9 tháng 2 năm 1673/1674), mất khi còn nhỏ và được chôn cất ở Tu viện Westminster.[5]
- James Scott, Bá tước xứ Dalkeith (23 tháng 5 năm 1674 – 19 tháng 3 năm 1704/1705), kết hôn với Henrietta Hyde, con gái của Laurence Hyde, Bá tước thứ 1 xứ Rochester. Con trai Francis của James kế thừa tước vị của bà nội.[5]
- Anne Scott (1675–1685), qua đời khi còn nhỏ và được chôn cất ở Hầm mộ Monmouth một cách riêng tư ở Tu viện Westminster.
- Henry Scott, Bá tước thứ 1 xứ Deloraine (1676 – 25 tháng 12 năm 1730), kết hôn với Anna Duncombe, con gái của William Duncombe. Sau khi Anna qua đời năm 1720, Henry tái hôn với Mary, cháu nội của Đại tá Philip Howard.[89]
- Francis Scott (1678–1679), qua đời khi còn trẻ và được chôn vất ở Tu viện Westminster.
- Charlotte Scott (1683–1683), qua đời khi còn nhỏ.

Trong cuộc hôn nhân thứ hai với Charles Cornwallis, Nam tước Cornwallis thứ 3, hai vợ chồng có ba người con và các con mang họ của Anna:
- Anne Scott (mất 25 tháng 7 năm 1690), qua đời khi còn trẻ.
- George Scott (23 tháng 9 năm 1672 – 27 tháng 5 năm 1693), qua đời khi còn trẻ.
- Isabella Scott (mất 1747/8).

## Qua đời
Anna qua đời vào ngày 6 tháng 2 năm 1732, thọ 80 tuổi và được chôn cất ở Dalkeith. Trên bia mộ của Anna ghi rằng: "Ann Scott, Nữ Công tước xứ Buccleuch, Nữ Bá tước xứ Dalkeith, Nữ Lãnh chúa Scott xứ Whitchester, Eskdale và Tindale", không hề đề cập tước hiệu Công tước phu nhân xứ Monmouth. Tước vị của Anna được truyền cho cháu trai là Francis Scott, con trai của James Scott, Bá tước xứ Dalkeith.

## Tổ tiên
| \| \| \| \| \| \| \| \| \| \| \| \| \| \| 16. Walter Scott, Nam tước thứ 4 xứ Buccleuch \| \| \| \| \| \| \| \| \| \| \| \| \| \| \| \| \| \| \| \| \| \| \| \| \| \| \| \| \| \| \| \| \| \| \| \| \| \| \| \| \| \| \| \| \| \| \| \| \| \| \| \| \| \| \| \| \| \| \| \| 8. Walter Scott, Lãnh chúa Scott thứ 1 xứ Buccleuch \| \| \| \| \| \| \| \| \| \| \| \| \| \| \| \| \| \| \| \| \| \| \| \| \| \| \| \| \| \| \| \| \| \| \| \| \| \| \| \| \| \| \| \| \| \| \| \| \| \| \| \| \| \| \| \| \| \| \| \| \| \| \| \| \| \| \| \| \| \| \| \| 17. Margaret Douglas \| \| \| \| \| \| \| \| \| \| \| \| \| \| \| \| \| \| \| \| \| \| \| \| \| \| \| \| \| \| \| \| \| \| \| \| \| \| \| \| \| \| \| \| \| \| \| \| \| \| \| \| \| \| \| \| \| \| \| \| \| \| \| \| \| \| \| \| \| \| \| \| 4. Walter Scott, Bá tước thứ 1 xứ Buccleuch \| \| \| \| \| \| \| \| \| \| \| \| \| \| \| \| \| \| \| \| \| \| \| \| \| \| \| \| \| \| \| \| \| \| \| \| \| \| \| \| \| \| \| \| \| \| \| \| \| \| \| \| \| \| \| \| \| \| \| \| \| \| \| \| \| \| \| \| \| \| \| \| 18. William Ker xứ Cessford \| \| \| \| \| \| \| \| \| \| \| \| \| \| \| \| \| \| \| \| \| \| \| \| \| \| \| \| \| \| \| \| \| \| \| \| \| \| \| \| \| \| \| \| \| \| \| \| \| \| \| \| \| \| \| \| \| \| \| \| \| \| \| \| \| \| \| \| \| \| \| \| 9. Mary Kerr \| \| \| \| \| \| \| \| \| \| \| \| \| \| \| \| \| \| \| \| \| \| \| \| \| \| \| \| \| \| \| \| \| \| \| \| \| \| \| \| \| \| \| \| \| \| \| \| \| \| \| \| \| \| \| \| \| \| \| \| \| \| \| \| \| \| \| \| \| \| \| \| 19. Janet Douglas \| \| \| \| \| \| \| \| \| \| \| \| \| \| \| \| \| \| \| \| \| \| \| \| \| \| \| \| \| \| \| \| \| \| \| \| \| \| \| \| \| \| \| \| \| \| \| \| \| \| \| \| \| \| \| \| \| \| \| \| \| \| \| \| \| \| \| \| \| \| \| \| 2. Francis Scott, Bá tước thứ 2 xứ Buccleuch \| \| \| \| \| \| \| \| \| \| \| \| \| \| \| \| \| \| \| \| \| \| \| \| \| \| \| \| \| \| \| \| \| \| \| \| \| \| \| \| \| \| \| \| \| \| \| \| \| \| \| \| \| \| \| \| \| \| \| \| \| \| \| \| \| \| \| \| \| \| \| \| 20. Andrew Hay, Bá tước thứ 8 xứ Erroll \| \| \| \| \| \| \| \| \| \| \| \| \| \| \| \| \| \| \| \| \| \| \| \| \| \| \| \| \| \| \| \| \| \| \| \| \| \| \| \| \| \| \| \| \| \| \| \| \| \| \| \| \| \| \| \| \| \| \| \| \| \| \| \| \| \| \| \| \| \| \| \| 10. Francis Hay, Bá tước thứ 9 xứ Errol \| \| \| \| \| \| \| \| \| \| \| \| \| \| \| \| \| \| \| \| \| \| \| \| \| \| \| \| \| \| \| \| \| \| \| \| \| \| \| \| \| \| \| \| \| \| \| \| \| \| \| \| \| \| \| \| \| \| \| \| \| \| \| \| \| \| \| \| \| \| \| \| 21. Jean Hay \| \| \| \| \| \| \| \| \| \| \| \| \| \| \| \| \| \| \| \| \| \| \| \| \| \| \| \| \| \| \| \| \| \| \| \| \| \| \| \| \| \| \| \| \| \| \| \| \| \| \| \| \| \| \| \| \| \| \| \| \| \| \| \| \| \| \| \| \| \| \| \| 5. Mary Hay \| \| \| \| \| \| \| \| \| \| \| \| \| \| \| \| \| \| \| \| \| \| \| \| \| \| \| \| \| \| \| \| \| \| \| \| \| \| \| \| \| \| \| \| \| \| \| \| \| \| \| \| \| \| \| \| \| \| \| \| \| \| \| \| \| \| \| \| \| \| \| \| 22. William Douglas, Bá tước thứ 6 xứ Morton \| \| \| \| \| \| \| \| \| \| \| \| \| \| \| \| \| \| \| \| \| \| \| \| \| \| \| \| \| \| \| \| \| \| \| \| \| \| \| \| \| \| \| \| \| \| \| \| \| \| \| \| \| \| \| \| \| \| \| \| \| \| \| \| \| \| \| \| \| \| \| \| 11. Elizabeth Douglas \| \| \| \| \| \| \| \| \| \| \| \| \| \| \| \| \| \| \| \| \| \| \| \| \| \| \| \| \| \| \| \| \| \| \| \| \| \| \| \| \| \| \| \| \| \| \| \| \| \| \| \| \| \| \| \| \| \| \| \| \| \| \| \| \| \| \| \| \| \| \| \| 23. Agnes Leslie \| \| \| \| \| \| \| \| \| \| \| \| \| \| \| \| \| \| \| \| \| \| \| \| \| \| \| \| \| \| \| \| \| \| \| \| \| \| \| \| \| \| \| \| \| \| \| \| \| \| \| \| \| \| \| \| \| \| \| \| \| \| \| \| \| \| \| \| \| \| \| \| 1. Anna Scott \| \| \| \| \| \| \| \| \| \| \| \| \| \| \| \| \| \| \| \| \| \| \| \| \| \| \| \| \| \| \| \| \| \| \| \| \| \| \| \| \| \| \| \| \| \| \| \| \| \| \| \| \| \| \| \| \| \| \| \| \| \| \| \| \| \| \| \| \| \| \| \| 24. Andrew Leslie, Bá tước thứ 5 xứ Rothes \| \| \| \| \| \| \| \| \| \| \| \| \| \| \| \| \| \| \| \| \| \| \| \| \| \| \| \| \| \| \| \| \| \| \| \| \| \| \| \| \| \| \| \| \| \| \| \| \| \| \| \| \| \| \| \| \| \| \| \| \| \| \| \| \| \| \| \| \| \| \| \| 12. James Leslie, Master xứ Rothes \| \| \| \| \| \| \| \| \| \| \| \| \| \| \| \| \| \| \| \| \| \| \| \| \| \| \| \| \| \| \| \| \| \| \| \| \| \| \| \| \| \| \| \| \| \| \| \| \| \| \| \| \| \| \| \| \| \| \| \| \| \| \| \| \| \| \| \| \| \| \| \| 25. Grizel Hamilton \| \| \| \| \| \| \| \| \| \| \| \| \| \| \| \| \| \| \| \| \| \| \| \| \| \| \| \| \| \| \| \| \| \| \| \| \| \| \| \| \| \| \| \| \| \| \| \| \| \| \| \| \| \| \| \| \| \| \| \| \| \| \| \| \| \| \| \| \| \| \| \| 6. John Leslie, Bá tước thứ 6 xứ Rothes \| \| \| \| \| \| \| \| \| \| \| \| \| \| \| \| \| \| \| \| \| \| \| \| \| \| \| \| \| \| \| \| \| \| \| \| \| \| \| \| \| \| \| \| \| \| \| \| \| \| \| \| \| \| \| \| \| \| \| \| \| \| \| \| \| \| \| \| \| \| \| \| 26. Patrick Drummond, Lãnh chúa Drummond thứ 3 \| \| \| \| \| \| \| \| \| \| \| \| \| \| \| \| \| \| \| \| \| \| \| \| \| \| \| \| \| \| \| \| \| \| \| \| \| \| \| \| \| \| \| \| \| \| \| \| \| \| \| \| \| \| \| \| \| \| \| \| \| \| \| \| \| \| \| \| \| \| \| \| 13. Katherine Drummond \| \| \| \| \| \| \| \| \| \| \| \| \| \| \| \| \| \| \| \| \| \| \| \| \| \| \| \| \| \| \| \| \| \| \| \| \| \| \| \| \| \| \| \| \| \| \| \| \| \| \| \| \| \| \| \| \| \| \| \| \| \| \| \| \| \| \| \| \| \| \| \| 27. Elizabeth Lindsay \| \| \| \| \| \| \| \| \| \| \| \| \| \| \| \| \| \| \| \| \| \| \| \| \| \| \| \| \| \| \| \| \| \| \| \| \| \| \| \| \| \| \| \| \| \| \| \| \| \| \| \| \| \| \| \| \| \| \| \| \| \| \| \| \| \| \| \| \| \| \| \| 3. Margaret Leslie \| \| \| \| \| \| \| \| \| \| \| \| \| \| \| \| \| \| \| \| \| \| \| \| \| \| \| \| \| \| \| \| \| \| \| \| \| \| \| \| \| \| \| \| \| \| \| \| \| \| \| \| \| \| \| \| \| \| \| \| \| \| \| \| \| \| \| \| \| \| \| \| 28. John Erskine, Bá tước thứ 1 xứ Mar \| \| \| \| \| \| \| \| \| \| \| \| \| \| \| \| \| \| \| \| \| \| \| \| \| \| \| \| \| \| \| \| \| \| \| \| \| \| \| \| \| \| \| \| \| \| \| \| \| \| \| \| \| \| \| \| \| \| \| \| \| \| \| \| \| \| \| \| \| \| \| \| 14. John Erskine, Bá tước thứ 2 xứ Mar \| \| \| \| \| \| \| \| \| \| \| \| \| \| \| \| \| \| \| \| \| \| \| \| \| \| \| \| \| \| \| \| \| \| \| \| \| \| \| \| \| \| \| \| \| \| \| \| \| \| \| \| \| \| \| \| \| \| \| \| \| \| \| \| \| \| \| \| \| \| \| \| 29. Annabell Murray \| \| \| \| \| \| \| \| \| \| \| \| \| \| \| \| \| \| \| \| \| \| \| \| \| \| \| \| \| \| \| \| \| \| \| \| \| \| \| \| \| \| \| \| \| \| \| \| \| \| \| \| \| \| \| \| \| \| \| \| \| \| \| \| \| \| \| \| \| \| \| \| 7. Anna Erskine \| \| \| \| \| \| \| \| \| \| \| \| \| \| \| \| \| \| \| \| \| \| \| \| \| \| \| \| \| \| \| \| \| \| \| \| \| \| \| \| \| \| \| \| \| \| \| \| \| \| \| \| \| \| \| \| \| \| \| \| \| \| \| \| \| \| \| \| \| \| \| \| 30. Esmé Stewart, Công tước thứ 1 xứ Lennox \| \| \| \| \| \| \| \| \| \| \| \| \| \| \| \| \| \| \| \| \| \| \| \| \| \| \| \| \| \| \| \| \| \| \| \| \| \| \| \| \| \| \| \| \| \| \| \| \| \| \| \| \| \| \| \| \| \| \| \| \| \| \| \| \| \| \| \| \| \| \| \| 15. Marie Stewart, Bá tước phu nhân xứ Mar \| \| \| \| \| \| \| \| \| \| \| \| \| \| \| \| \| \| \| \| \| \| \| \| \| \| \| \| \| \| \| \| \| \| \| \| \| \| \| \| \| \| \| \| \| \| \| \| \| \| \| \| \| \| \| \| \| \| \| \| \| \| \| \| \| \| \| \| \| \| \| \| 31. Catherine de Balsac d’Entragues \| \| \| \| \| \| \| \| \| \| \| \| \| \| \| \| \| \| \| \| \| \| \| \| \| \| \| \| \| \| \| \| \| \| \| \| \| \| \| \| \| \| \| \| \| \| \| \| \| \| \| \| |                                                     |  |  |  |  |  |  |  |  |  |  |  |                                               |  |  |  |
| |                                                     |  |  |  |  |  |  |  |  |  |  |  | 16. Walter Scott, Nam tước thứ 4 xứ Buccleuch |  |  |  |
| |                                                     |  |  |  |  |  |  |  |  |  |  |  |                                               |  |  |  |
| |                                                     |  |  |  |  |  |  |  |  |  |  |  |                                               |  |  |  |
| |                                                     |  |  |  |  |  |  |  |  |  |  |  |                                               |  |  |  |
| | 8. Walter Scott, Lãnh chúa Scott thứ 1 xứ Buccleuch |  |  |  |  |  |  |  |  |  |  |  |                                               |  |  |  |
| |                                                     |  |  |  |  |  |  |  |  |  |  |  |                                               |  |  |  |
| |                                                     |  |  |  |  |  |  |  |  |  |  |  |                                               |  |  |  |
| |                                                     |  |  |  |  |  |  |  |  |  |  |  |                                               |  |  |  |
| | 17. Margaret Douglas                                |  |  |  |  |  |  |  |  |  |  |  |                                               |  |  |  |
| |                                                     |  |  |  |  |  |  |  |  |  |  |  |                                               |  |  |  |
| |                                                     |  |  |  |  |  |  |  |  |  |  |  |                                               |  |  |  |
| |                                                     |  |  |  |  |  |  |  |  |  |  |  |                                               |  |  |  |
| | 4. Walter Scott, Bá tước thứ 1 xứ Buccleuch         |  |  |  |  |  |  |  |  |  |  |  |                                               |  |  |  |
| |                                                     |  |  |  |  |  |  |  |  |  |  |  |                                               |  |  |  |
| |                                                     |  |  |  |  |  |  |  |  |  |  |  |                                               |  |  |  |
| |                                                     |  |  |  |  |  |  |  |  |  |  |  |                                               |  |  |  |
| | 18. William Ker xứ Cessford                         |  |  |  |  |  |  |  |  |  |  |  |                                               |  |  |  |
| |                                                     |  |  |  |  |  |  |  |  |  |  |  |                                               |  |  |  |
| |                                                     |  |  |  |  |  |  |  |  |  |  |  |                                               |  |  |  |
| |                                                     |  |  |  |  |  |  |  |  |  |  |  |                                               |  |  |  |
| | 9. Mary Kerr                                        |  |  |  |  |  |  |  |  |  |  |  |                                               |  |  |  |
| |                                                     |  |  |  |  |  |  |  |  |  |  |  |                                               |  |  |  |
| |                                                     |  |  |  |  |  |  |  |  |  |  |  |                                               |  |  |  |
| |                                                     |  |  |  |  |  |  |  |  |  |  |  |                                               |  |  |  |
| | 19. Janet Douglas                                   |  |  |  |  |  |  |  |  |  |  |  |                                               |  |  |  |
| |                                                     |  |  |  |  |  |  |  |  |  |  |  |                                               |  |  |  |
| |                                                     |  |  |  |  |  |  |  |  |  |  |  |                                               |  |  |  |
| |                                                     |  |  |  |  |  |  |  |  |  |  |  |                                               |  |  |  |
| | 2. Francis Scott, Bá tước thứ 2 xứ Buccleuch        |  |  |  |  |  |  |  |  |  |  |  |                                               |  |  |  |
| |                                                     |  |  |  |  |  |  |  |  |  |  |  |                                               |  |  |  |
| |                                                     |  |  |  |  |  |  |  |  |  |  |  |                                               |  |  |  |
| |                                                     |  |  |  |  |  |  |  |  |  |  |  |                                               |  |  |  |
| | 20. Andrew Hay, Bá tước thứ 8 xứ Erroll             |  |  |  |  |  |  |  |  |  |  |  |                                               |  |  |  |
| |                                                     |  |  |  |  |  |  |  |  |  |  |  |                                               |  |  |  |
| |                                                     |  |  |  |  |  |  |  |  |  |  |  |                                               |  |  |  |
| |                                                     |  |  |  |  |  |  |  |  |  |  |  |                                               |  |  |  |
| | 10. Francis Hay, Bá tước thứ 9 xứ Errol             |  |  |  |  |  |  |  |  |  |  |  |                                               |  |  |  |
| |                                                     |  |  |  |  |  |  |  |  |  |  |  |                                               |  |  |  |
| |                                                     |  |  |  |  |  |  |  |  |  |  |  |                                               |  |  |  |
| |                                                     |  |  |  |  |  |  |  |  |  |  |  |                                               |  |  |  |
| | 21. Jean Hay                                        |  |  |  |  |  |  |  |  |  |  |  |                                               |  |  |  |
| |                                                     |  |  |  |  |  |  |  |  |  |  |  |                                               |  |  |  |
| |                                                     |  |  |  |  |  |  |  |  |  |  |  |                                               |  |  |  |
| |                                                     |  |  |  |  |  |  |  |  |  |  |  |                                               |  |  |  |
| | 5. Mary Hay                                         |  |  |  |  |  |  |  |  |  |  |  |                                               |  |  |  |
| |                                                     |  |  |  |  |  |  |  |  |  |  |  |                                               |  |  |  |
| |                                                     |  |  |  |  |  |  |  |  |  |  |  |                                               |  |  |  |
| |                                                     |  |  |  |  |  |  |  |  |  |  |  |                                               |  |  |  |
| | 22. William Douglas, Bá tước thứ 6 xứ Morton        |  |  |  |  |  |  |  |  |  |  |  |                                               |  |  |  |
| |                                                     |  |  |  |  |  |  |  |  |  |  |  |                                               |  |  |  |
| |                                                     |  |  |  |  |  |  |  |  |  |  |  |                                               |  |  |  |
| |                                                     |  |  |  |  |  |  |  |  |  |  |  |                                               |  |  |  |
| | 11. Elizabeth Douglas                               |  |  |  |  |  |  |  |  |  |  |  |                                               |  |  |  |
| |                                                     |  |  |  |  |  |  |  |  |  |  |  |                                               |  |  |  |
| |                                                     |  |  |  |  |  |  |  |  |  |  |  |                                               |  |  |  |
| |                                                     |  |  |  |  |  |  |  |  |  |  |  |                                               |  |  |  |
| | 23. Agnes Leslie                                    |  |  |  |  |  |  |  |  |  |  |  |                                               |  |  |  |
| |                                                     |  |  |  |  |  |  |  |  |  |  |  |                                               |  |  |  |
| |                                                     |  |  |  |  |  |  |  |  |  |  |  |                                               |  |  |  |
| |                                                     |  |  |  |  |  |  |  |  |  |  |  |                                               |  |  |  |
| | 1. Anna Scott                                       |  |  |  |  |  |  |  |  |  |  |  |                                               |  |  |  |
| |                                                     |  |  |  |  |  |  |  |  |  |  |  |                                               |  |  |  |
| |                                                     |  |  |  |  |  |  |  |  |  |  |  |                                               |  |  |  |
| |                                                     |  |  |  |  |  |  |  |  |  |  |  |                                               |  |  |  |
| | 24. Andrew Leslie, Bá tước thứ 5 xứ Rothes          |  |  |  |  |  |  |  |  |  |  |  |                                               |  |  |  |
| |                                                     |  |  |  |  |  |  |  |  |  |  |  |                                               |  |  |  |
| |                                                     |  |  |  |  |  |  |  |  |  |  |  |                                               |  |  |  |
| |                                                     |  |  |  |  |  |  |  |  |  |  |  |                                               |  |  |  |
| | 12. James Leslie, Master xứ Rothes                  |  |  |  |  |  |  |  |  |  |  |  |                                               |  |  |  |
| |                                                     |  |  |  |  |  |  |  |  |  |  |  |                                               |  |  |  |
| |                                                     |  |  |  |  |  |  |  |  |  |  |  |                                               |  |  |  |
| |                                                     |  |  |  |  |  |  |  |  |  |  |  |                                               |  |  |  |
| | 25. Grizel Hamilton                                 |  |  |  |  |  |  |  |  |  |  |  |                                               |  |  |  |
| |                                                     |  |  |  |  |  |  |  |  |  |  |  |                                               |  |  |  |
| |                                                     |  |  |  |  |  |  |  |  |  |  |  |                                               |  |  |  |
| |                                                     |  |  |  |  |  |  |  |  |  |  |  |                                               |  |  |  |
| | 6. John Leslie, Bá tước thứ 6 xứ Rothes             |  |  |  |  |  |  |  |  |  |  |  |                                               |  |  |  |
| |                                                     |  |  |  |  |  |  |  |  |  |  |  |                                               |  |  |  |
| |                                                     |  |  |  |  |  |  |  |  |  |  |  |                                               |  |  |  |
| |                                                     |  |  |  |  |  |  |  |  |  |  |  |                                               |  |  |  |
| | 26. Patrick Drummond, Lãnh chúa Drummond thứ 3      |  |  |  |  |  |  |  |  |  |  |  |                                               |  |  |  |
| |                                                     |  |  |  |  |  |  |  |  |  |  |  |                                               |  |  |  |
| |                                                     |  |  |  |  |  |  |  |  |  |  |  |                                               |  |  |  |
| |                                                     |  |  |  |  |  |  |  |  |  |  |  |                                               |  |  |  |
| | 13. Katherine Drummond                              |  |  |  |  |  |  |  |  |  |  |  |                                               |  |  |  |
| |                                                     |  |  |  |  |  |  |  |  |  |  |  |                                               |  |  |  |
| |                                                     |  |  |  |  |  |  |  |  |  |  |  |                                               |  |  |  |
| |                                                     |  |  |  |  |  |  |  |  |  |  |  |                                               |  |  |  |
| | 27. Elizabeth Lindsay                               |  |  |  |  |  |  |  |  |  |  |  |                                               |  |  |  |
| |                                                     |  |  |  |  |  |  |  |  |  |  |  |                                               |  |  |  |
| |                                                     |  |  |  |  |  |  |  |  |  |  |  |                                               |  |  |  |
| |                                                     |  |  |  |  |  |  |  |  |  |  |  |                                               |  |  |  |
| | 3. Margaret Leslie                                  |  |  |  |  |  |  |  |  |  |  |  |                                               |  |  |  |
| |                                                     |  |  |  |  |  |  |  |  |  |  |  |                                               |  |  |  |
| |                                                     |  |  |  |  |  |  |  |  |  |  |  |                                               |  |  |  |
| |                                                     |  |  |  |  |  |  |  |  |  |  |  |                                               |  |  |  |
| | 28. John Erskine, Bá tước thứ 1 xứ Mar              |  |  |  |  |  |  |  |  |  |  |  |                                               |  |  |  |
| |                                                     |  |  |  |  |  |  |  |  |  |  |  |                                               |  |  |  |
| |                                                     |  |  |  |  |  |  |  |  |  |  |  |                                               |  |  |  |
| |                                                     |  |  |  |  |  |  |  |  |  |  |  |                                               |  |  |  |
| | 14. John Erskine, Bá tước thứ 2 xứ Mar              |  |  |  |  |  |  |  |  |  |  |  |                                               |  |  |  |
| |                                                     |  |  |  |  |  |  |  |  |  |  |  |                                               |  |  |  |
| |                                                     |  |  |  |  |  |  |  |  |  |  |  |                                               |  |  |  |
| |                                                     |  |  |  |  |  |  |  |  |  |  |  |                                               |  |  |  |
| | 29. Annabell Murray                                 |  |  |  |  |  |  |  |  |  |  |  |                                               |  |  |  |
| |                                                     |  |  |  |  |  |  |  |  |  |  |  |                                               |  |  |  |
| |                                                     |  |  |  |  |  |  |  |  |  |  |  |                                               |  |  |  |
| |                                                     |  |  |  |  |  |  |  |  |  |  |  |                                               |  |  |  |
| | 7. Anna Erskine                                     |  |  |  |  |  |  |  |  |  |  |  |                                               |  |  |  |
| |                                                     |  |  |  |  |  |  |  |  |  |  |  |                                               |  |  |  |
| |                                                     |  |  |  |  |  |  |  |  |  |  |  |                                               |  |  |  |
| |                                                     |  |  |  |  |  |  |  |  |  |  |  |                                               |  |  |  |
| | 30. Esmé Stewart, Công tước thứ 1 xứ Lennox         |  |  |  |  |  |  |  |  |  |  |  |                                               |  |  |  |
| |                                                     |  |  |  |  |  |  |  |  |  |  |  |                                               |  |  |  |
| |                                                     |  |  |  |  |  |  |  |  |  |  |  |                                               |  |  |  |
| |                                                     |  |  |  |  |  |  |  |  |  |  |  |                                               |  |  |  |
| | 15. Marie Stewart, Bá tước phu nhân xứ Mar          |  |  |  |  |  |  |  |  |  |  |  |                                               |  |  |  |
| |                                                     |  |  |  |  |  |  |  |  |  |  |  |                                               |  |  |  |
| |                                                     |  |  |  |  |  |  |  |  |  |  |  |                                               |  |  |  |
| |                                                     |  |  |  |  |  |  |  |  |  |  |  |                                               |  |  |  |
| | 31. Catherine de Balsac d’Entragues                 |  |  |  |  |  |  |  |  |  |  |  |                                               |  |  |  |
| |                                                     |  |  |  |  |  |  |  |  |  |  |  |                                               |  |  |  |
| |                                                     |  |  |  |  |  |  |  |  |  |  |  |                                               |  |  |  |